# Luan Almeida Ferreira
Luan Almeida Ferreira (Ubaitaba, 28 de dezembro de 1994), mais conhecido como Big Mike, é um jogador brasileiro de rúgbi. Revelado nas categorias de base do Jacareí Rugby.  Desde 2019, defende o Benfica e também já defendeu as seleções brasileiras de rugby union e rugby sevens. 

## Início de Carreira
Baiano de Ubaitaba, Luan Almeida, mudou-se com sua família em 2006 para a cidade paulista de Jacarei, quando ainda tinha 11 anos de idade. Periodicamente, o Jacarei Rugby faz visitas em escolas para explicar sobre o esporte e convidar jovens para conhecer o rúgbi em treinos da equipe. Em uma dessas vezes, o atual treinador do clube Júlio Faria e o jogador de rúgbi Matheus Daniel foram à escola de Luan e apresentaram o rúgbi aos alunos. Desde então, surgiu em Luan o interesse pelo esporte. O jovem de 16 anos foi assistir um treino para conhecer melhor o rúgbi e nunca mais largou o esporte.   
O apelido de 'Big Mike' foi dado a ele pela semelhança do atleta ao protagonist do filme Um Sonho Possível, o jogador de futebol americano Michael Ohercara, o Big Mike, interpretado pelo ator Quinton Aaron. 

## Jacarei Rugby
Iniciou nas categorias de base do clube no fim de 2011. Passou por todas as equipes desde então até chegar o elenco adulto do Jacarei. Assim que se juntou ao time, já assimiu a posição de pilar. Mesmo sendo um jogador de primeira linha, o atleta é um dos poucos do clube que foi campeão brasileiro de XV e de Sevens em 2017. Além desses dois títulos, Luan também acumula as conquistas do bicampeonato da Taça Tupi e o Paulista da Segunda Divisão.  
A segunda passagem pelo clube aconteceu durante o ano de 2018, após seis meses em Portugal. Foram oito jogos e cinco tries para o atleta durante o período de cinco meses no país. 

## Montemor (Portugal)
Em 2017, após ser campeão brasileiro pelo Jacarei, Luan recebeu o convite para jogar pelo Montemor, da cidade de Montemor-O-Novo, em Portugal. Durante seis meses, o atleta defendeu as cores da equipe portuguesa na temporada 2017/18. Depois, retornou ao Brasil para a temporada 2018, para novamente defender o Jacarei Rugby. A segunda passagem do jogador pelo clube português está acontecendo neste momento, quando o atleta voltou a Portugal para defender o Montemor na temporada 2018/19. 

## Benfica
Depois de duas temporadas defendendo as cores do Montemor, Luan se transferiu para o Benfica no início da temporada 2019/20. 

## Títulos
Jacareí Rugby
- Campeonato Brasileiro: 2017[3]

- Campeonato Brasileiro 7's: 2017[4]
- Taça Tupi: 2014 e 2016
- Paulista 7's: 2015
- Paulista 2ª Divisão: 2013

Montemor-o-Novo
- Campeonato Nacional 1ª Divisão: 2019[5]

Seleção Brasileira
- Sul-Americano 6 Nações: 2018[6]

### Prêmios Individuais
- Prefeitura de Jacarei - Atleta Destaque Rugby: 2016

## Estatísticas
Atualização: 23/08/2018 

### Clubes
| Equipe            | Temporada         | Campeonatos estaduais XV [a] | Campeonatos estaduais XV [a] | Campeonatos estaduais XV [a] | Campeonatos estaduais XV [a] | Campeonato nacional XV [b] | Campeonato nacional XV [b] | Campeonato nacional XV [b] | Campeonato nacional XV [b] | Total | Total  | Total | Total      |
| Equipe            | Temporada         | Jogos                        | Pontos                       | Tries                        | Conversões                   | Jogos                      | Pontos                     | Tries                      | Conversões                 | Jogos | Pontos | Tries | Conversões |
| ----------------- | ----------------- | ---------------------------- | ---------------------------- | ---------------------------- | ---------------------------- | -------------------------- | -------------------------- | -------------------------- | -------------------------- | ----- | ------ | ----- | ---------- |
| Jacareí           | 2013              | 10                           | 5                            | 1                            | 0                            | —                          | —                          | —                          | —                          | 10    | 5      | 1     | 0          |
| Jacareí           | 2014              | 9                            | 15                           | 3                            | 0                            | 10                         | 45                         | 9                          | 0                          | 19    | 60     | 12    | 0          |
| Jacareí           | 2015              | 0                            | 0                            | 0                            | 0                            | 14                         | 10                         | 2                          | 0                          | 14    | 10     | 2     | 0          |
| Jacareí           | 2016              | 6                            | 5                            | 1                            | 0                            | 5                          | 5                          | 1                          | 0                          | 11    | 10     | 2     | 0          |
| Jacareí           | 2017              | 6                            | 15                           | 3                            | 0                            | 10                         | 5                          | 1                          | 0                          | 16    | 20     | 4     | 0          |
| Jacareí           | 2018              | 4                            | 15                           | 3                            | 0                            | 4                          | 10                         | 2                          | 0                          | 8     | 25     | 5     | 0          |
| Jacareí           | Total             | 35                           | 55                           | 11                           | 0                            | 43                         | 75                         | 15                         | 0                          | 78    | 130    | 26    | 0          |
| Total na carreira | Total na carreira | 35                           | 55                           | 11                           | 0                            | 43                         | 75                         | 15                         | 0                          | 78    | 130    | 26    | 0          |

- a. ^ Em Campeonatos Estaduais, incluindo jogos e pontos do Campeonato Paulista.
- b. ^ Em Campeonatos Nacionais XV, incluindo jogos e pontos da Taça Tupi, Super 8, Super 10 e Super 16.

### Seleção Brasileira
| Ano   |       |        |       |            |       |
| Ano   | Jogos | Pontos | Tries | Conversões | Média |
| ----- | ----- | ------ | ----- | ---------- | ----- |
| 2018  | 0     | 0      | 0     | 0          | 0     |
| Total | 0     | 0      | 0     | 0          | 0     |